# Kim Doyoung
Kim Do-young (en hangul: 김도영; Corea del Sur, 4 de diciembre de 2003) es un cantante y bailarín surcoreano, integrante de la banda TREASURE, manejada por YG Entertainment.

## Vida y carrera
Doyoung se convirtió por primera vez en aprendiz de YG en 2015, anteriormente él y Junkyu eran estudiantes en DEF Academy. Apareció por primera vez en público como un aprendiz de YG que se enfrentaría a los aprendices de JYP Entertainment en el programa de supervivencia Mnet Stray Kids en 2017, junto a Jihoon, Yedam, Woong, Lee Midan y Raesung (MILLENNIUM). 
En 2018, Doyoung fue presentado como miembro del equipo A con Lee Byonggon , Kim Seunghun , Lee Midam, Hyun Suk, Junkyu y Yedam en YG Treasure Box. 
Aunque todavía no estaba en la formación de debut, llamó la atención cuando formó un dueto con Kil Dohwan interpretando la canción «Freedom» de iKON con la que compitió contra la Yedam y Keita , y perdió.
Entró por primera vez en la alineación de debut cuando el equipo que formó con Byonggon, Mashiho, Junkyu y Yoonbin obtuvo el primer lugar después de interpretar «DUMB & DUMBER» de iKON. 
Sin embargo, después de que se conocieron todos los miembros de TREASURE 7, el 29 de enero de 2019, YG Entertainment anunció que lanzaría otro grupo vocal de la selección de YG Treasure Box con el nombre MAGNUM 6, el cual más tarde se fusionaría con TREASURE 7 y formaría la alineación de 12 miembros conocida como TREASURE. 
Doyoung debutó con TREASURE el 7 de agosto con su primer sencillo «The First Step: Chapter One».

## Filmografía

### Programas de televisión
| Año  | Título          | Cadena | Notas                         | Ref.  |
| ---- | --------------- | ------ | ----------------------------- | ----- |
| 2017 | Stray Kids      | MNET   | Participó como aprendiz de YG | [ 2 ] |
| 2018 | YG Treasure Box | JTBC   | Programa formador de TREASURE | [ 6 ] |

### Web drama
| Año  | Título                       | Cadena           | Notas                         | Ref.  |
| ---- | ---------------------------- | ---------------- | ----------------------------- | ----- |
| 2017 | It's Okay, That's Friendship | YouTube          | Episodio de TREASURE Map      | [ 7 ] |
| 2018 | The Mysterious Class         | YouTube, Weverse | Programa formador de TREASURE | [ 8 ] |